# Joseon
Joseon (koreanisch 조선), offiziell Groß-Joseon (Hangul: 대조선국, Daejoseon; Hanja: 大朝鮮國) war ein Königreich auf der Koreanischen Halbinsel, das etwa fünf Jahrhunderte bestand. Sie wurde im Juli 1392 als Nachfolgerstaat von Goryeo von Taejo von Joseon gegründet und im Oktober 1897 durch das Kaiserreich Korea ersetzt. Nach der Auflösung Goryeos wurde sie in ihrer Hauptstadt Gaegyeong, dem heutigen Gaeseong, gegründet. Im Folgejahr folgte die Umbenennung von Goryeo in Joseon und die Verlegung der Hauptstadt nach Seoul. Yi Seong-gye, der Begründer der Joseon-Dynastie und seine direkten Nachkommen, regierten als Könige und Kaiser für seine gesamte Existenz. 1897 wurde das Königreich in das Kaiserreich Korea umgewandelt, das weiter von derselben Dynastie regiert wurde. Der Begriff „Joseon“ als Bezeichnung des Landes wurde von 1910 bis 1945, als Korea unter japanischer Herrschaft stand, wiederverwendet.

## Namensgebung
Das neue Regime berief sich auf die Kontinuität zum alten Go-Joseon und änderte den Namen etwa sieben Monate nach dem Regimewechsel in Joseon um. Die Mittelkoreanische Schreibweise 됴ᇢ션 Tyow-syŏn ergibt sich aus den Zeichen 朝鮮, die als literale Transkription des Namens entsprechend der Standardisierung im Wörterbuch Dongguk Jeongun dienten.

## Geschichte

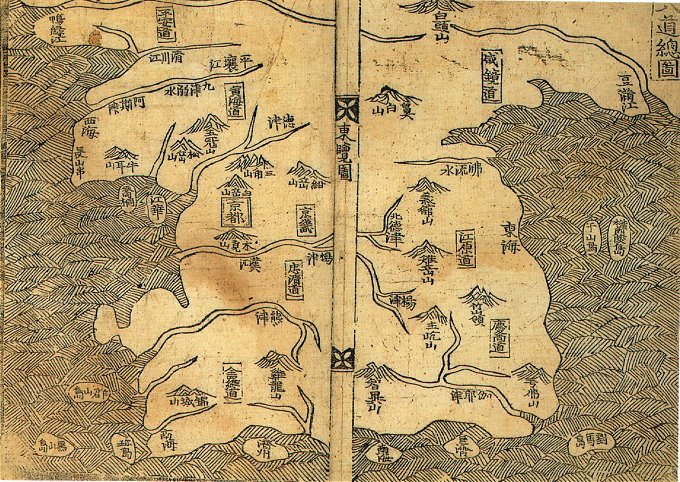
Karte von 1531

### Vorgeschichte zur Gründung
Gegen Ende des 14. Jahrhunderts geriet die fast 500 Jahre alte Goryeo-Dynastie, die 918 gegründet wurde, ins Wanken, da ihre fundamentale Legitimität nach Jahren des Krieges und der Unterwerfung durch das zerfallende Mongolenreich zunehmend in Frage gestellt wurde. Der koreanische Hof war in zwei Fraktionen gespalten; Unterstützern des Generals Yi Seong-gye, eine Konspiration um das alte Regime zu stürzen, insbesondere auch der konfuzianischen Gelehrten Jeong Do-jeon und die Loyalisten der alten Königsdynastie, unter Führung des Generals Choe Yeong. Gongmin Wang (kor. 공민왕), 31. König der Goryeo-Dynastie und ein gläubiger Buddhist, bemühte sich die Autorität der Königsfamilie wiederherzustellen und das Leben seiner vielen Untertanen zu verbessern. Mit seinen Bestrebungen, die Sklaven und Leibeigenen im zu befreien, geriet er jedoch in Konflikt mit der Landaristokratie.
Die plötzliche Ermordung des Königs am 27. Oktober 1374 führte zu einer Staatskrise, da seine Ehe mit seiner geliebten Königin Noguk kinderlos verlief und er sich nach ihrem Tod weigerte eine zweite Frau anzunehmen. Auf Betreiben des Generals Yi Inmin wurde der von Sin Don aufgenommene, von Gongmin nicht anerkannte, Monino (모니노, 牟尼奴, wörtl. Diener Buddhas) als König U Wang (우왕) inthronisiert.
Die Schwächen der Monarchie destabilisierten Goryeo. Zusätzlich zu den immer noch andauernden Überfällen und Plünderungen bediente sich eine despotisch verhaltende Schicht an dem Land der armen Bauern und machten sie von sich abhängig, ohne dass U daran etwas ändern konnte. In der Bevölkerung kam schließlich der Ruf nach einem starken Herrscher auf, der den chaotischen Zuständen im Land ein Ende bereiten und den Bauern wieder zu ihrem Recht verhelfen konnte.

### Gründung
1388 wurde General Yi Inmin von den beiden Generälen Choe Yeong und Yi Seong-gye, die sich im Kampf gegen die immer wieder einfallenden Wokou verdient gemacht hatten, aus dem Weg geräumt. Als General Choe Yeong als Oberbefehlshaber der Armee den Befehl gab, die Halbinsel Liaodong, die vom Kaiser Hongwu der chinesischen Ming-Dynastie beansprucht wurde, zu erobern, machte sich General Yi Seong-gye widerstrebend mit seiner Armee auf den Weg, kehrte aber alsbald um und wandte sich gegen General Choe Yeong. Yi Seong-gye, der als Sieger aus dem Machtkampf hervorging, setzte König U noch im selben Jahr ab und installierte 1389 mit Gongyang Wang ein Mitglied des vorherigen Herrscherhauses als neuen König. Als Militärmachthaber setzte Yi Seong-gye eine umfassende Landreform um, entmachtete den alten Hochadel und konzentrierte die Macht wieder beim König, den er aber 1392 zum Abdanken zwang.
Das Militär auf seiner Seite und mit Hilfe der Intellektuellen des Landes unter Führung von Jeong Do-jeon gründete Yi Seong-gye am 17. Juli 1392 die Joseon-Dynastie und machte sich selbst zum König.

### Politische Verschwörungen und Machtumsturz
König Taejo, wie Yi Seong-gye posthum bezeichnet wurde, verlegte die Hauptstadt 1394 von Gaegyeong nach Hanyang, dem heutigen Seoul.
Taejo trat im August 1398 nach der ersten Rebellion der Prinzen (제1차 왕자의 난) aus Enttäuschung über den Konflikt, in dem sich seine Söhne gegenseitig bekämpften, zugunsten seines achten Sohnes Yi Bang-seok unter der Aufsicht von Jeong Do-jeon zurück. Obwohl der fünfte Sohn Yi Bang-won maßgeblich dazu beitrug, Yi Seong-gye auf den Thron zu verhelfen, entwickelten sich die Ereignisse nicht gemäß seinen bis heute unklaren Plänen, was zu seiner zunehmenden Unzufriedenheit führte; seine genauen Beweggründe sind jedoch weitgehend unbekannt. Jeong Do-jeon fiel einem Mord durch die Anhänger und Mitverschwörer von Yi Bang-won zum Opfer, was einen Wandel im Nachgang der Machtergreifung einleitete.
Auch nach der ersten Rebellion behielten die anderen Brüder und Schwestern ihr Gefolge, und Taejos vierter Sohn, Yi Bang-gan, wurde nach dem Tod von Yi Bang-seok und der Abdankung Taejos auf den Wunsch Yi Bang-wons als Jeongjeong zum zweiten König von Joseon gekrönt. Jeongjeong geriet zunehmend unter Druck, sowohl durch Pak Po, einen General und wichtigen Verschwörer, der Yi Seong-gye an die Macht verhalf, als auch durch den ehrgeizigen und immer skrupelloser werdenden Yi Bang-won. Im Frühjahr 1400 wurde die zweite Rebellion der Prinzen ausgelöst, indem Pak Po den König davon überzeugte, Yi Bang-won plane seine Ermordung. In der Hauptstadt Gaegyeong entbrannten Kämpfe zwischen den Anhängern von Yi Bang-won und den Unterstützern von Pak Po, aus denen Yi Bang-won als Sieger hervorging.
Jeongjeong ernannte Yi Bang-won zum Kronprinzen und dankte im November 1400 ab. Yi Bang-won bestieg daraufhin den Thron als Taejong, der dritte König von Joseon, und herrschte bis 1418. Taejong zentralisierte die Macht beim Herrscher, herrschte als absoluter Monarch und war daran beschäftigt seine restlichen politischen Gegner zu elimieren. Während seiner Regierungszeit unternahm Taejong Anstrengungen, das Steuersystem zu reformieren und die Lage der Leibeigenen sowie der allgemeinen Bevölkerung zu verbessern. Im Jahr 1401 wurde ein Rechtsweg eingerichtet, der es ermöglichte, Beschwerden bei der Regierung einzureichen und korrupte Beamte anzuklagen. Trotzdem gab es anscheinend widersprüchliche Gesetzgebungen, die es beispielsweise unmöglich machten, Leibeigene zu befreien, wie es noch in der Goryeo-Zeit üblich war. Es wurden Bemühungen unternommen, die politische und finanzielle Situation zu stabilisieren, und Taejong schuf die Grundlagen, auf denen Sejong seine Herrschaft aufbauen konnte. Im Jahr 1418 entthronte Taejong seinen ältesten Sohn und ernannte Yi Do, den zukünftigen Sejong zu seinem Nachfolger, weil er sein Liebling war und er in ihm den geeigneten Erben sah. Zwei Monate später dankte er ab.

### Mittlere Joseon-Ära
Als aufgeklärter Herrscher förderte Sejong die Wissenschaften und Künste, was zu bedeutenden Fortschritten in der Astronomie, Bildung, im Militärwesen und in der Landwirtschaft führte. Seine Initiativen zielten durch Projekte für die Unterstützung der Landwirtschaft, Wissenschaft, Technologie, Medizin, Musik und des Rechtswesens darauf ab, die Nationalstaatlichkeit zu stärken. Die Schaffung des Hunminjeongeum, auch bekannt als Hangul, ist das bekannteste seiner Errungenschaften und diente vor allem der Standardisierung der Niederschreibung der koreanischen Sprache.
Ab dem 10. Regierungsjahr widmete er sich der Kompilierung von Werken in den Bereichen Recht, Geschichte, Konfuzianismus, Literatur, Sprache, Astronomie, Geografie und Medizin und es wurden landwirtschaftliche und medizinische Handbücher erstellt und an die Bevölkerung herausgegeben. Während seiner Herrschaft wurde das königliche Observatorium (간의대) erweitert und im August des 23. Herrschaftsjahres wurde ein Niederschlagsmessgerät (측우기) erfunden um dem größtenteils landwirtschaftlich geprägtem Land durch die Messung des Niederschlagsmenge und der Vorhersage von Regenperioden zu helfen.
Im 12. Regierungsjahr wurde nach der Befragung von etwa 170.000 Menschen beschlossen, das Steuersystem zu überarbeiten. Im Jahr 1436, dem 18. Regierungsjahr Sejongs, wurde ein Gremium (공법상정소) eingerichtet, das für rechtliche Angelegenheiten zuständig war. Landwirtschaftlich genutztes Land wurde in sechs Qualitätsklassen eingeteilt, basierend auf der Bodenqualität, den Anbausorten und der Größe der Flächen, anstelle der Dauer der Brachzeiten. Das Gesetz wurde im 26. Regierungsjahr fertiggestellt. Es basierte auf den koreanischen Landvermessungsmethoden (결부법).
Zu Beginn seiner Regierungszeit war der Buddhismus, wie schon unter Taejongs Herrschaft, dem Konfuzianismus gegenüber benachteiligt. Es gab Bestrebungen, den Buddhismus aus dem öffentlichen Leben zu verdrängen und die Säkularisierung der Gesellschaft voranzutreiben. Seine Einstellung änderte sich jedoch nach dem Tod seiner Frau sowie seines Vaters.
Das 15. und 16. Jahrhundert waren von Hofintrigen und verschiedenen politischen Fraktionen geprägt. Nach der Thronbesteigung durch Sejo im Januar 1455 dominierte, die in der heutigen Geschichtsschreibung als Hungu bekannte Fraktion die Hofpolitik, geriet jedoch in Konflikt mit den oppositionellen Sarim-pa. Beide Fraktionen entstammten den philosophischen Schulen des Neokonfuzianismus der Goryeo-Zeit, drifteten aber nach der Machtübernahme durch Joseon aufgrund von Unstimmigkeiten auseinander. Die Hungu beschreiben traditionell etablierte, politisch pragmatische Bürokraten und Gelehrte, die aufgrund ihrer Leistungen an die Öffentlichkeit mit Ämtern betraut wurden und oft mit Seniorität assoziiert sind. Hungu ist eine Abkürzung von Wonhun-gushin (원훈구신), was „Ein älterer Beamter, der bereits viele wichtige Verdienste geleistet hat und mit dem öffentlichen Vertrauen anvertraut wird“ bedeutet.
Die Sarim-Fraktion war eine Gruppe von Literaten, die sich während der Joseon-Dynastie in die Berge und Wälder zurückzogen und sich den konfuzianischen Lehren widmeten. Sie betrat die politische Szene während der Herrschaft Seongjeongs und geriet in Auseinandersetzungen mit dem Hungu Etablishment und waren Ziel politischer Säuberungen während der Herrschaft Yeonsanguns Mitte des 16. Jahrhunderts. Sie besuchten ländlichen Gegenden und gründeten private Bildungseinrichtungen, die als Seowon (서원) bekannt sind.
Die Sarim kritisierten häufig die Hungu wegen Korruption und politischer Machtkonzentration, wodurch sie zunehmend an Bedeutung gewannen und sich schließlich zu Beginn von Seonjos Regierungszeit als neue dominante Kraft etablierten. Im späten 16. Jahrhundert spalteten sich die Sarim in zwei Fraktionen, die Noron ('Alte Schule') und die Soron ('Neue Schule'), die auch als Ost- und Westfraktion bekannt waren. Nachdem die Soron die politische Vorherrschaft von den Noron übernommen hatten, spalteten sie sich wiederum in die West- und Südfraktion.
Während dem 16. Jahrhundert wurde das Heer aufgrund fehlender militärischer Konflikte stark vernachlässigt. Von 1409 bis 1592 war Joseon durchgehend in Frieden.
Zwischen 1592 und 1598 startete im Rahmen des Imjin-Kriegs Japan zwei Invasionsversuche in Korea. Admiral Yi Sun-sin, Koreas berühmtester Militärführer, war maßgeblich daran beteiligt, das Land gegen Japan zu verteidigen. Er hatte das erste gepanzerte Kriegsschiff der Geschichte erfunden, eine wendige Galeere, die wegen ihres gewölbten bronzegepanzerten Oberdecks Schildkrötenschiff genannt wurde. Aufgrund der Zerstörung der japanischen Nachschubflotten durch diese neuentwickelten Schiffe sowie aufgrund der Entsendung von Soldaten durch das China der Ming-Dynastie, welche auf Seiten Koreas in den Kampf eingriffen, musste Hideyoshi seine Truppen zurückziehen. 1607 entsandte König Seonjo (선조) (1552–1608) eine diplomatische Delegation, Joseon Tongsinsa (조선 통신사) genannt, erstmals nach Japan, um Friedensverhandlungen zwischen den Staaten aufzunehmen. Es folgten weitere elf Delegationsreisen, sie sicherten damit den Frieden bis in das Jahr 1811.
Im Jahr 1627 unterstützte Joseon die Ming-Dynastie als Gegenleistung für militärische Hilfe gegen Japan und wurde daraufhin von den vereinigten südlichen Jurchen-Stämmen, den Mandschu, überfallen. Im Jahr 1636 griffen die Mandschu erneut an, woraufhin Joseon tributpflichtig gegenüber dem neuen Qing-Reich Chinas wurde.
Infolge der negativen Erfahrungen des vorherigen Jahrhunderts mit anderen Ländern schottete sich Joseon ab dem 17. Jahrhundert nun vollständig vom Rest der Welt ab. Die Wirtschaft als auch die gesellschaftliche Situation fingen an zu stagnieren. Im 17. und 18. Jahrhundert integrierte die koreanische Kultur zunehmend Elemente des Neokonfuzianismus, die sie bis in die heutige Zeit prägen. Wörter, die der Schriftsprache des Hanja entstammten, betraten häufiger das koreanische Alltagsvokabular.

### Spätes Joseon
Politisch verweigerte sich Korea bis zum 19. Jahrhundert einer Öffnung des Landes nach außen. Alle Grenzen wurden geschlossen und jeglicher Kontakt zum Ausland – mit Ausnahme zum Kaiserreich China und dem Tokugawa Shogunat – abgebrochen. Als Folge davon wurde Korea im englischen Sprachraum Hermit Kingdom („Einsiedlerkönigreich“) genannt. Symptomatisch für die Abschottung des Landes ist die Affäre um das amerikanische Schiff General Sherman, das 1866 über den Taedong-Fluss nach Korea eindrang und den Gouverneur von Pjöngjang entführte, als der koreanische Regent Heungseon Daewongun unter dem minderjährigen König Gojong entschied, dass das Schiff Korea unverzüglich verlassen müsse. In der darauf folgenden Eskalation kam es zu schweren Kämpfen, bei denen die Besatzung getötet und das Schiff von aufgebrachten Volksmassen in Brand gesetzt wurde.
1871 kam Korea zum ersten militärischen Kontakt mit den Vereinigten Staaten, in Korea bekannt als Shinmiyangyo. Ab 1876 zwang Japan Korea Handelsabkommen auf. China förderte jetzt ebenfalls die Öffnung des Landes (siehe Paul Georg von Möllendorff) und suchte den japanischen Einfluss zurückzudrängen. Nachdem Japan 1895 den Ersten Japanisch-Chinesischen Krieg gewonnen hatte, verstärkte sich der japanische Einfluss über Korea. 1897 wurde von König Gojong das Kaiserreich Groß-Korea ausgerufen, womit das Königreich Joseon offiziell abgeschafft wurde.

## Bevölkerung und Gesellschaft
Die Bevölkerung bestand aus Adeligen, Beamten, Gelehrten, Großgrundbesitzern, Gemeinfreien Landwirten und einer Leibeigenen Landbevölkerung als auch mittelständige Bürokraten, welche die gewöhnliche, freie Mittelschicht bildeten. Nach dem Ende der Goryeo-Dynastie setzte sich der Adel rechtlich nur aus der königlichen Familie und ihren direkten Nachkommen zusammen, während die Familien von Gelehrten und Beamten häufig den Zugang zu den Beamtenprüfungen monopolisierten. Die Aristokratie, bestehend aus hohen Beamten, Großgrundbesitzern und dem Adel war vom Kriegsdienst befreit, genossen Schutz für ihre Person und ihren Grundbesitz und wurden häufig von den Beamten extralegal bevorzugt behandelt.
Auch äußerlich unterschied sich der Adel vom gemeinen Volk, indem er besondere Kleidung, die in hohen, geflochtenen Hüten und farbigen Kleidern bestand, trug, während das gewöhnliche Volk nur ungefärbte oder weiße Kleidung tragen durfte. Ab dem 17. Jahrhundert erfuhren Frauen vermehrt gesellschaftliche Benachteiligung, als sich die Gesellschaft infolge des Chaos des Imjin-Krieges und des daraus resultierenden Leids zunehmend in Richtung von patriarchalisch-neokonfuzianischen Ethiken orientierte.
Schulen waren Privateinrichtungen und nach chinesischem Vorbild aufgebaut. Auch die Prüfungen erfolgten in der klassischen chinesischen Literatursprache. Dennoch konnte das niedere Volk durchweg die koreanische Landessprache lesen und schreiben.

## Kultur
Die politische Ausrichtung war seit seiner Gründung an den Neokonfuzianismus angelehnt.
Der Buddhismus verlor jegliche politische Relevanz nach dem Sturz der Goryeo-Monarchie und der Säkularisierung des Staates durch die neue Ordnung. Jedoch blieb er bei den gemeinen Menschen weiterhin relevant als spiritueller und religiöser Wegweiser.
Die Neokonfuzianische Weltansicht sah China im Zentrum des Universums, umrundet vom Rest der Welt.

## Politisches System

### Aufbau
Der Staat selbst war eine Erbmonarchie. Der König wählte sich seinen Nachfolger selbst aus. Unter ihm waren drei ressortlose Premierminister, unter diesen standen die sechs Minister mit ihren Ressorts für Zeremonien, Krieg, Zivilverwaltung, Justiz, öffentliche Arbeiten und Finanzen. Gegen Ende des Bestehens Joseons kam noch ein Auswärtiges Amt dazu.
Die sechs Ministerien (六曹, 육조) gab es seit 1298. Sie befanden sich in der Yukjo-geori, wo sich heute der Gwanghwamun-Platz befindet.
| Ministerien | Ministerien | Ministerien | Ministerien          |
| Titel       | Hangeul     | Hanja       | Beschreibung         |
| ----------- | ----------- | ----------- | -------------------- |
| Ijo         | 이조        | 吏曹        | Personal             |
| Hojo        | 호조        | 戶曹        | Steuern              |
| Yejo        | 예조        | 禮曹        | Zeremonien           |
| Byeongjo    | 병조        | 兵曹        | Militär              |
| Hyeongjo    | 형조        | 刑曹        | Justiz               |
| Gongjo      | 공조        | 工曹        | öffentliche Arbeiten |

### Veränderungen
Die Gründung von Joseon basierte auf einer grundlegenden Veränderung in der herrschenden Klasse, weg von der aristokratischen Gesellschaft und hin zu einer bürokratisch intellektuellen Gesellschaft. Der Buddhismus wurde als Lehre außer Kraft gesetzt und durch das konfuzianische Weltbild ersetzt. Bemerkenswert für die Joseon-Ära ist auch, dass die Vererbbarkeit von Ämtern beseitigt, Wert auf ein differenziertes Bildungssystem gelegt und die Großgrundbesitzer abgeschafft wurden. Ebenfalls wurde das Leben des gemeinen Volkes allgemein hin verbessert und der Status der Bauern gestärkt.
Während der Joseon-Ära wurde die Verwaltung zentralisiert.

## Politische Gliederung
Zu Anfang wurde in Joseon die politische Gliederung seines Vorgängers Goryeo übernommen. 1413 erfolgte eine Neueinteilung in acht Provinzen (Chungcheong-do, Gangwon-do, Gyeonggi-do, Gyeongsang-do, Hamgyeong-do, Hwanghae-do, Jeolla-do und Pyeongan-do), welche sich wiederum in insgesamt 332 Bezirken unterteilten. Die Provinzen wurden je von einem Statthalter regiert. Im Grundlegenden kann bis heute diese provinziale Gliederung in der Verwaltungsgliederung Nord- und Südkoreas wiedergefunden werden.
1895 wurde ein neues System aus 23 Bezirken in Kraft gesetzt. Jeder Bezirk erhielt seinen Namen nach seiner Hauptstadt. Die Bezirke waren: Andong-bu, Chuncheon-bu, Chungju-bu, Daegu-bu, Dongnae-bu, Gangneung-bu, Ganggye-bu, Gapsan-bu, Gongju-bu, Gyeongseong-bu, Haeju-bu, Hamheung-bu, Hanseong-bu, Hongju-bu, Incheon-bu, Jeju-bu, Jeonju-bu, Jinju-bu, Gaeseong-bu, Naju-bu, Namwon-bu, Pyeongyang-bu, Uiju-bu.
Das System der 23 Bezirke wurde 1896, also im folgenden Jahr wieder abgeschafft und die vorherigen Provinzen wiederhergestellt, wobei es allerdings zu einer Teilung von fünf der vorherigen Provinzen kam: Chungcheong-do wurde zu Chungcheongbuk-do und Chungcheongnam-do, Gyeongsang-do zu Gyeongsangbuk-do und Gyeongsangnam-do, Hamgyeong-do zu Hamgyeongbuk-do und Hamgyeongnam-do, Jeolla-do zu Jeollabuk-do und Jeollanam-do sowie Pyeongan-do zu Pyeonganbuk-do und Pyeongannam-do. Die Aufteilung in 13 Provinzen hatte durch alle weiteren Epochen Koreas bis zu seiner Teilung 1945 bestand.

## Handel
Mit China wurde auf dem Landweg gehandelt. Da hierfür nur dreimal jährlich an der Grenze zu China ein Markt abgehalten wurde, waren die Umsätze gering.
Mit Japan begann der Handel Ende des 16. Jahrhunderts. Dafür wurde eine japanische Niederlassung in Busan gegründet, von wo aus Handelswege nach Tsushima und Nagasaki eingerichtet wurden. Allerdings war der Handel mit Japan bis zum Japanisch-Koreanischen Freundschaftsvertrag unbedeutend, entwickelte sich aber danach lebhaft.
Sehr bedeutend ist der Schmuggel gewesen.

## Religion
Nach der Gründung Joseons wurde von seinem Gründer König Taejo, wie Yi Seong-gye posthum bezeichnet wurde, der schon vorher etablierte, aber nicht dominierende Konfuzianismus als offizielle Religion propagiert.
Katholische Missionare kamen zuerst 1837 aus China nach Korea. Der neue Glaube wurde zunächst nicht toleriert und gewaltsam verfolgt. 1859 waren 15.200 Christen gezählt worden. Erst 1886 hörten die Verfolgungen auf, und 1899 wurde in Korea die Religionsfreiheit gewährt. Am Ende des Bestehens Joseons lebten dort neben der hauptsächlich buddhistischen Bevölkerung etwa 22.000 römisch-katholische und 330 protestantische Christen.

## Wissenschaft und Technik
Am Ende des Bestehens Joseons erreichten verschiedene Wissenschaften wie die Drucktechnik, Astronomie und Agronomie ein hohes Niveau. Dank der Entwicklung der Astronomie und Agronomie stiegen die Ernteerträge. Mit Hilfe der (schon im Goryeo-Reich seit dem 12. Jahrhundert verbreiteten) Drucktechnik mit beweglichen Lettern konnten seit dem 16. Jahrhundert auch agronomische Bücher verbreitet werden.